# Bếp cảm ứng

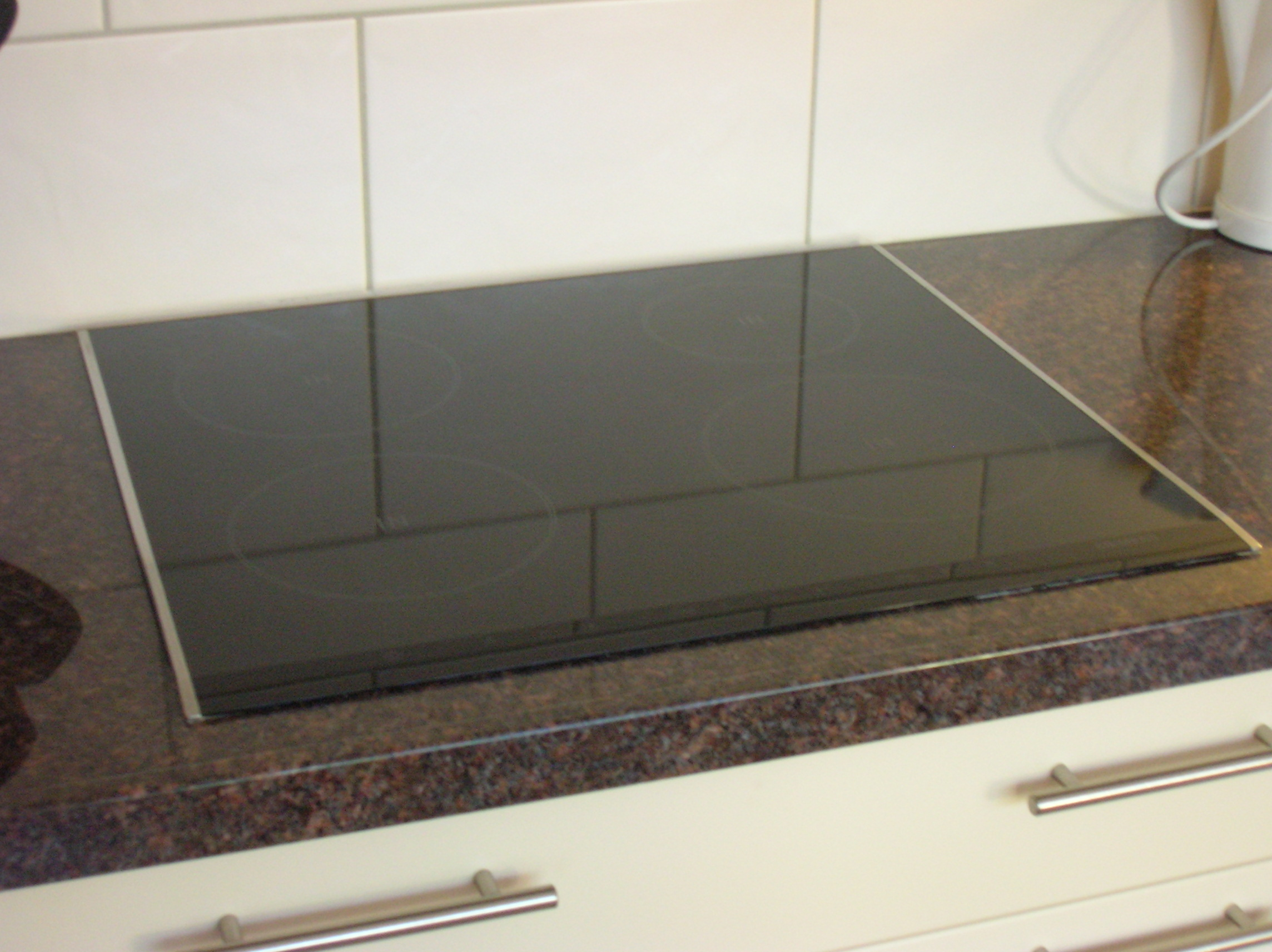
Nhìn từ trên xuống của một bếp cảm ứng từ

Nấu cảm ứng được thực hiện bằng cách sử dụng gia nhiệt cảm ứng trực tiếp của các nồi nấu, thay vì dựa vào bức xạ gián tiếp, đối lưu hoặc dẫn nhiệt. Nấu ăn cảm ứng cho phép đạt được công suất cao và tăng nhiệt độ rất nhanh, và những thay đổi nhiệt độ nấu là tức thời.
Trong một bếp cảm ứng, một cuộn dây đồng được đặt dưới nồi nấu ăn và một dòng điện xoay chiều được truyền qua nó. Kết quả từ trường dao động không dây tạo ra một dòng điện trong nồi. Dòng điện xoáy Focault lớn này đi qua điện trở của nồi dẫn đến việc tạo ra nhiệt trên điện trở.
Đối với gần như tất cả các kiểu bếp cảm ứng, một nồi nấu phải được làm bằng hoặc chứa một kim loại màu như gang hoặc một số thép không gỉ. Sắt trong nồi tập trung dòng điện để tạo ra nhiệt trong nồi kim loại. Nếu kim loại quá mỏng, hoặc không cung cấp đủ điện trở chống lại dòng điện, việc đun nóng sẽ không hiệu quả. Hầu hết các ngọn cảm ứng sẽ không làm nóng các mạch đồng hoặc nhôm vì từ trường không thể tạo ra dòng điện tập trung; Bếp cảm ứng dùng nồi từ "tất cả kim loại" sử dụng tần số cao hơn nhiều để khắc phục hiệu ứng đó. Bất kỳ loại nồi nào cũng có thể được sử dụng nếu được đặt trên một đĩa kim loại phù hợp có chức năng như một tấm mỏng làm nóng thông thường.
Nấu ăn cảm ứng có khớp nối điện tốt giữa chảo và cuộn dây và do đó khá hiệu quả, có nghĩa là nó tạo ra ít nhiệt thải vào bếp, có thể bật và tắt nhanh chóng, và có lợi thế an toàn so với bếp gas. Mặt bếp cũng thường dễ lau chùi, vì mặt bếp không nóng lắm.

## Hoạt động

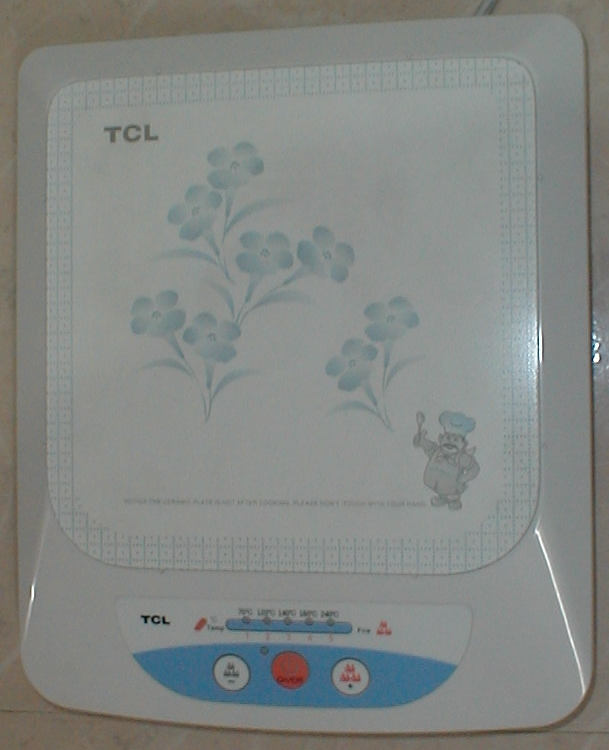
Bếp cảm ứng

Bếp cảm ứng được chế tạo dựa trên nguyên lý từ trường trong cuộn dây và dòng điện Foucault. Người ta đặt một cuộn dây dẫn điện dưới một tấm vật liệu cách điện, cách nhiệt (thường là sứ thủy tinh vì ngoài khả năng cách điện, cách nhiệt, nó còn có tính thẩm mỹ). Khi cho dòng điện chạy qua cuộn dây sẽ tạo ngay tức thời từ trường trong khoảng cách vài milimét trên bề mặt bếp. Đáy nồi bằng kim loại (sắt nhiễm từ) nằm trong từ trường này sẽ sinh ra dòng điện Foucault và nóng lên, nấu chín thức ăn như đối với cách đun nấu thông thường.
Để thay đổi nhiệt độ đun, người ta thay đổi cường độ từ trường tác dụng lên đáy nồi bằng cách thay đổi tần số dòng điện. Điều này có thể làm được bằng mạch biến tần.
Đa số các loại bếp hiện nay đều thiết kế nhiều chức năng nấu tương đương với các mức nhiệt độ định sẵn nhằm giúp cho việc sử dụng trở lên dễ dàng. Nhiều loại bếp còn có chức năng hẹn giờ.
Để tăng hiệu quả dẫn nhiệt, người ta chế tạo đáy nồi có lớp kim loại dẫn nhiệt tốt như nhôm, đồng phủ lên lớp vật liệu sắt từ, dưới cùng có thể là lớp vật liệu có độ bền cao như inox.

## Ưu điểm
Ưu điểm của bếp cảm ứng là tốc độ đun nấu nhanh, do giảm được nhiệt dung (không còn nhiệt dung của bếp, chỉ có nhiệt dung của nồi). Việc điều chỉnh nhiệt độ được thực hiện bằng các mạch điện tử nên có độ chính xác cao. Hơn nữa sử dụng bếp từ bạn sẽ thấy hiệu quả cao đến vượt trội, không sợ nóng hay bỏng cho người đứng nấu.

## Chú ý
- Bếp cảm ứng chỉ sử dụng với các loại nồi có đáy làm bằng vật liệu dẫn từ, đáy nồi phải bằng, không dùng các loại nồi, chảo đáy nhọn. Ngoài ra cũng không dùng được (hoàn toàn không nên dùng) nồi bằng các chất liệu dẫn từ thấp như: nhôm hoặc đồng...vv. Vì những vật liệu này có hiệu suất sinh nhiệt thấp (I2R thấp), do đó cuộn dây của bếp có thể bị nóng lên gây nguy hiểm cho bếp.
- Công suất bếp thường tương đối lớn (1800~2200 W) nên phải kiểm tra kỹ trước khi dùng. Các phích cắm ổ cắm cũng phải trên 5 ampe và dùng riêng không được cắm chồng lên nhau dễ gây cháy nổ. Các dây điện phải có tiết diện lớn đủ để đảm bảo an toàn.
- Bếp cảm ứng thường có gắn một quạt tản nhiệt nên khi đun nấu chú ý đáy bếp phải để thật thoáng, nên để bếp cách xa hơi nóng, hơi nước, cũng như các loại bếp khác, không nên để sát tường và các vật khác.
- Không để các vật dụng bằng sắt như dao, dĩa, bát tráng men, nắp lọ, vung nồi lên mặt bếp khi bếp đang hoạt động.
- Không để những vật dễ hư hỏng khi bị nhiễm từ gần mặt bếp như băng ghi âm, ghi hình, máy thu hình và các thiết bị gia dụng dễ bị nhiễm từ.